# Красне (Броварський район)
Кра́сне — село Броварського району Київської області. Населення становить 391 особа. Входить до складу Згурівської селищної громади. Селом протікає річка Супій.

## Історія
Село Красне ймовірно виникло за часів Київської Русі. Воно належало Переяславському князівству, яке займало землі по Трубежу, Супою і Сулі до Ворскли, тягнулось на північ і північний схід до верхів'я цих річок, до вододілу їх біля Десни і Сейму з одного боку та Північного Донця з іншого. На північному заході воно приєднувалось до власності київських володінь, які простягались з лівого боку Дніпра, як це повідомлено в XII ст. Рубіж проходив по р. Корани (1139; Лавр., 134, теп. Барані, лівій притоці Трубежа). Найдавніша згадка про село датована 1085 роком у «Повчанні Володимира Мономаха синам своїм», одному з розділів «Повісті врем'яних літ»: «И на весну посади мя отець в Переяславли перед братьею, и ходихом за Супой. И едучи к Прилуку городу, и сретоша ны внезапу половечьскые князи, 8 тысячь, и хотехом с ними ради битися, но оружье бяхом услали наперед на повозех, и внидохом в город; толко семцю яша одиного живого, ти смерд неколико, а наши онех боле избиша и изьимаша, и не смеша ни коня пояти в руце, и бежаша на Сулу тое ночи. И заутра, на Госпожин день, идохом к Беле Вежи, и Бог ны поможе и святая Богородица: избихом 900 половець, и два князя яхом, Багубарсова брата, Асиня и Сакзя, а два мужа толко утекоста. И потомь на Святославль гонихом по половцих, и потомь на Торческый город, и потомь на Гюргев по половцих. И пакы на той жестороне у Красна половци победихом; и потомь с Ростиславом же у Варина веже взяхом. И потом ходив Володимерю, паки Ярополка посадих, и Ярополк умре». (ПСРЛ, I, Поуч. Мономаха, 103).
Битва з половцями за рікою Супій біля села Красне відбулася у 1079 році. Володимир Мономах одержав перемогу, потім взяв вежі біля нинішньої Варви неподалік Прилук. Відповідно цього літопису Красне існує 935 літ, але більше всього, воно заснованим ще раніше, у 1015 році князем Володимиром Великим. Князь у той час зводив укріпи в цих краях. Інформація повідомляється у літописі (якому саме?). Тут князь Володимир вперше заснував південні міста на Десні Трубежі і Сулі (Лавр., 52). В міста були поселені «найкращі мужі від Словен і від Кривич — і від Чуді і від Вятич». Це явне підтвердження, що місцеве сіверське населення було тоді занадто слабе, або ж його зовсім не було на цьому порубіжжі, або воно було витіснено чи відступило у безпечніші місця від нападів печенігів. В археологічній літературі минулого століття описане одне з найбільших городищ на р. Супій, поблизу села Красне. На схід від села Красне "височить" гора Рожкова. З неї і видно городище у вигляді острівця серед Супою. Далі від села видніється гора Шатар, яка розташована в напрямку Прилук. Обидві гори входять до системи укріплень городища. На горі Шатра були дозорні шати в яких цілодобово чергували воїни і на випадок небезпеки подавали сигнал дозорцям, що стояли на чатах на горі Рожковій. Залога Рожкової трубила в рожки (дуди), що було сигналом для жителів Красного негайно укриватися за стіни городища і бути готовими дати ворогу відсіч. Археологічні дослідження острівця-городища вказують на збіжний період його заснування з укріпленнями по Сулі.
Пізніше відомі і торки, які оселилися на лівій стороні Дніпра і визнавали над собою владу переяславського князя. За звісткою XII ст. вони розселились в околицях Баруч -міста, що лежав поблизу укріплення Бронь-Княжа (112; Лавр., 129), нині Браниця Бобровицького району на річці Грабарівка, лівій притоці верхнього Трубежа, Нежатин (1135; Лавр., 132), Городна (там само), нині районний центр Чернігівської області вище Прилук, — і Срібне (Іпат., 107) колись районний центр Чернігівської області знаходиться по Роменському тракту на р. Лисогор в північній частині Прилуцького і в південній Ніжинського району, і в околицях нинішньої Баришевки та Носівці (Ніжинського району). Втім, це наполовину осіле населення не завжди виправдовувало очікування руських князів, і вельми часто виявляло ворожість проти них і корінного слов'янсько-сіверського населення. За 1080 рік літописне повідомлення декларує, що переяславські торки заратились на Русь, і були приборкані Володимиром Мономахом (Лавр., 87). У першій чверті XII ст. торки самі покинули Руські землі (1120; Лавр., 128), разом з печенігами (1121; Іпат., 8), — «и тако мятущеся сде, онде, и тако погыбоша». Завдяки торкам і енергійній діяльності Мономаха наприкінці XI ст. кочівники були вимушені обмежити свої спустошливі набіги за Сулу і життя в Красному та навколишніх селах і хуторах Супоївщини було спокійне.
За переказами старожилів назва села Красне пішла від красного поля, згаданого в літописних джерелах в зв'язку з побоїщем і пролитою кров'ю місцевих жителів і ординців. За іншою місцевою версією, населений пункт отримав назву від ставу, який стояв червоним від великої кількості риби — красноперки. А ще одна версія стверджує, що в давнину від села Згурівки до Красного, Бикова і Галиці зростив ліс, який мав гарну назву — Зелена Діброва. В осінню пору навколишні дуби, клени і берези набирали червоного забарвлення і село потопало в червоній красі. В усякому разі усі три версії тільки підтверджують назву села, яка до сьогодні лишилася незмінною.
Через Красне проходив торговельний шлях на Поволжя: Київ — Булгар. Він був частиною транс'європейської торгової магістралі Галич — Київ — Волжскі Булгари. Маршрут з Києва до Поволжя був обраний не мимоволі, а з урахуванням особливостей середньовічних сухопутних доріг (тяжіння до вододілів) і географічних умов місцевості. Реконструюючи ділянку шляху Б. А. Рибаков виділив 10 пунктів, які могли бути базами для відпочинку купецьких караванів. Це Київ, верхів'я р. Супій (Биків, Красне), Прилуки, Ромни, Межиріч, Білогір'я, Гочев, Обоянь та ін.
Інше письмове повідомлення про Красне міститься на Спеціальній карті 1631 року французького дослідника Г.Л. де Боплана.
Пригадується Красне і у зв'язку з Переяславською радою. В грудні 1653 року; російські посли на чолі з боярином Бутурліним їхали до Переяслава через Прилуки, Красне, Биків, Басань, Баришівку.
Красне є на мапі 1787 року.
В 1781 році в селі мешкали 4 родини дворян і шляхетства, 2 різночинці, 1 представник духівництва і 1 — церковник; налічувалося 89 хат козаків (57 виборних, 32 підпомічників), 99 хат селян та підсусідків. В 1787 налічувалося 783 душі чоловічої статі казенних людей, козаків і селян К. Г. Розумовського, майора Калиновського, сотника Прийми та військового товариша Шаргородського. Дерев'яна церква Різдва Богородиці була побудована у 1764 році, поновлена двічі у 1834 та 1878 роках. В 1859 році в селі було 87 дворів і 1115 жителів. У 1861—1866 роках селяни Красного підпорядковані Згурівському волосному правлінню тимчасовозобов'язаних селян, а козаки й казенні селяни — Рудівському волосному правлінню відомства Палати державного майна. Після реорганізації волостей Красне у 1867 увійшло до Згурівської волості. В 1886 році в селі налічувалося 206 дворів козаків, 4 двори селян казенних, 53 двори селян-власників, які входили до трьох сільських громад (колишні Кочубея, Шаргородського, Білокриницького), 20 дворів міщан та ін.,300 хат і 1534 жителів. Було З шинки, 28 вітряків, 2 олійниці. В 1910 році уже налічувалося 370 господарств. З них козаків — 257, селян — 56, євреїв — 4, ін. непривілейованих — 18, привілейованих — 35, налічувалося 2002 жителя, у тому числі 10 теслярів, 9 кравців, 2 шевці, 2 ковалі, З слюсарі, 202 ткачі, 46 поденників, 10 займалися інтелігентними та 96 — іншими неземлеробськими заняттями. Все інше доросле населення займалося землеробством, обробляло 2760 десятин придатної землі. Діяли: паровий млин з олійницею, крупорушка й просорушка, дерев'яна церква, при ній бібліотека і церковно-парафіяльна школа. За 2 версти від церкви, на березі р. Супою — каплиця з криницею всередині. До неї відбувався хресний хід для освячення води в 10-ту п'ятницю після Паски. Землями володіли поміщики; О. К. Дараган, П. А. Кочубей, І. Я. Шаргородський, М. П. Білокриницький, P. І. Гриневич, І. Ф. Сухенко та Бервицький. В 1925-1930 рр. в Красному центр сільради. 1925 (?) налічувалося 533 двори і 2344 жителів. В 1930 році — 508 дворів, 2440 жителів. Під час голодомору 1932—1933 років полягло половина жителів села.

## Дерусифікація
26 серпня 2022 в процесі дерусифікації у Красному було перейменовано 3 вулиці:
вул. Пушкіна на Київська,
вул. Першотравнева на Травнева
вул. Кошового на Озерна.

## Адміністративне підпорядкування
1648—1656 Биківській сотні, Переяславського полку
1656—1787  Басанська сотня Переяславського полку
1787—1797  Козелецький повіт Київського намісництва
1797—1923 Прилуцький повіт Полтавської губернії
1923—1930 Турівського повіту Прилуцької округи Полтавської губернії
1930—1986 Яготинський район Київської області
1986—2020 Згурівський район
З 2020 року - Згурівська селищна громада Броварського району

## Відомі особистості
В селі Красне народилися:
- Сухенко Максим Миколайович (* 1991) — учасник російсько-української війни.

## Пам'ятки культури (Знищено)
- Церква Різдва Пресвятої Богородиці[3]

- Логотип села Красне

## Красне на історичних мапах

#### Село Красне на мапі Гійома Левассера де Боплана, 1658 рік.[4]

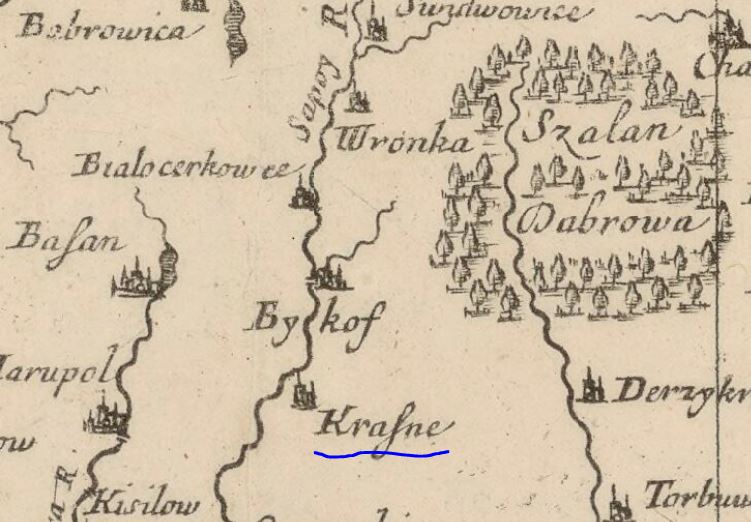
Село Красне на мапі Гійома Левассера де Боплана, 1658 рік.jpg

Село Красне на мапі земель Речі Посполитої (ймовірно 1739 рік).

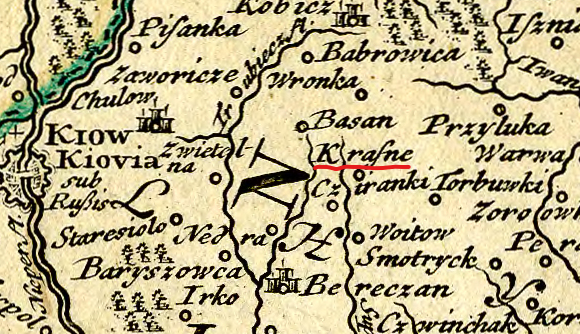
Красне на мапі земель Речі Посполитої (ймовірно 1739 рік)

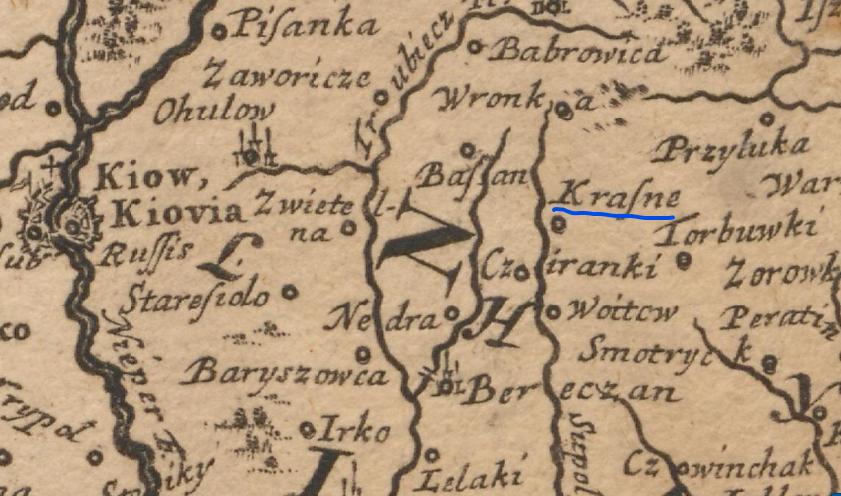
село Красне Красне на мапі 1711 року.

Село Красне на мапі 1711 року.